# Aux Dames de France de Perpinyà
L'antic magasin Aux Dames de France de Perpinyà és un edifici situat plaça de Catalunya, a Perpinyà. Construït al començament del segle xx com a magatzem de la marca Aux Dames de France, acull diversos comerços.

## Història
La marca Aux Dames de France decideix l'any 1900 d'obrir un magatzem a Perpinyà. És inaugurat l'any 1905 en un estil modernista i esdevé ràpidament un important lloc de comerç de la ciutat. L'arquitecte Georges Debrie implanta l'immoble en la nova plaça de Catalunya, en un nou barri situat entre el barri antic i l'estació de trens. Proveeix sobretot l'edifici d'una vidriera zenital en cúpula extremadament audaç.

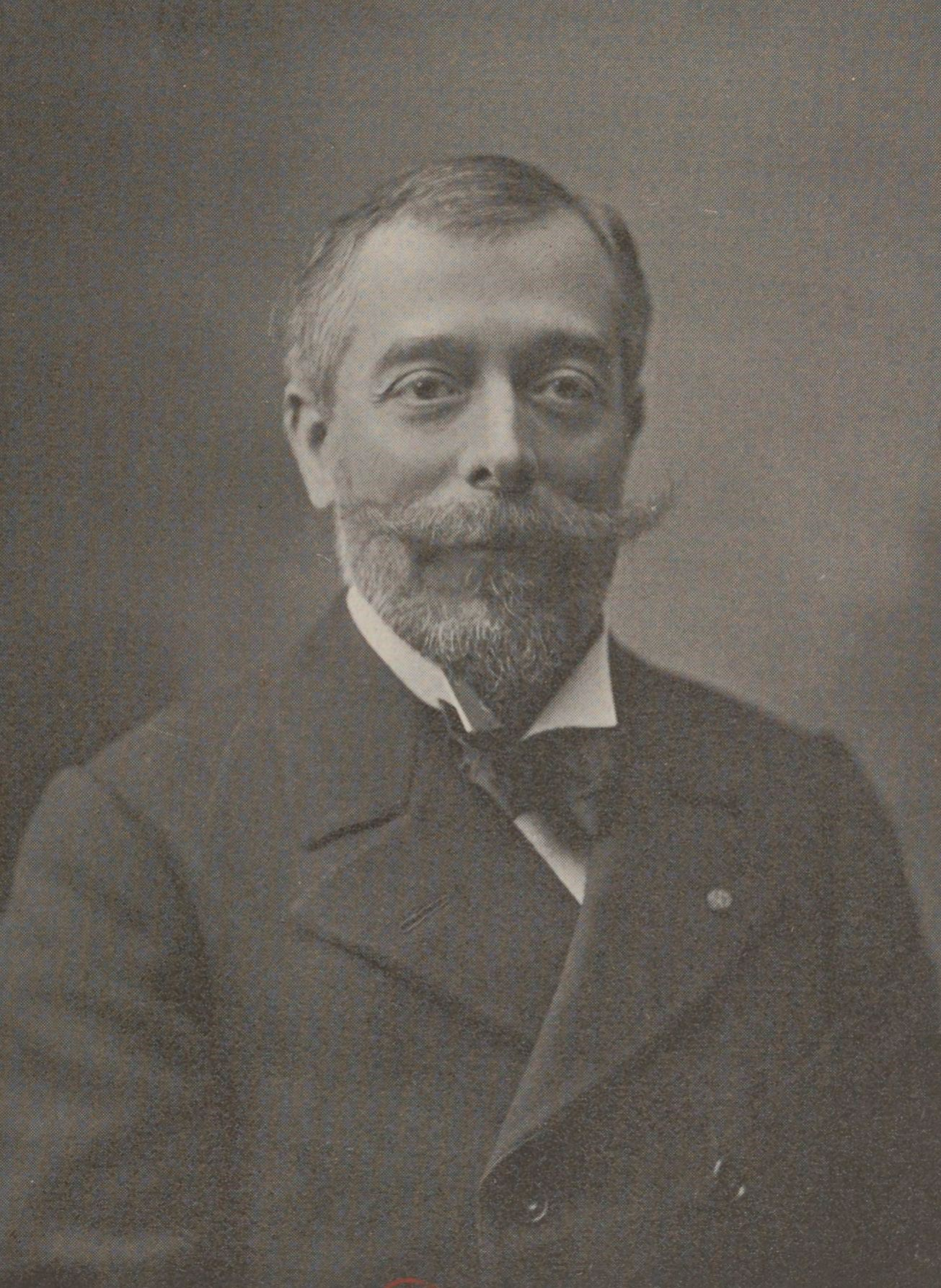
Georges Debrie
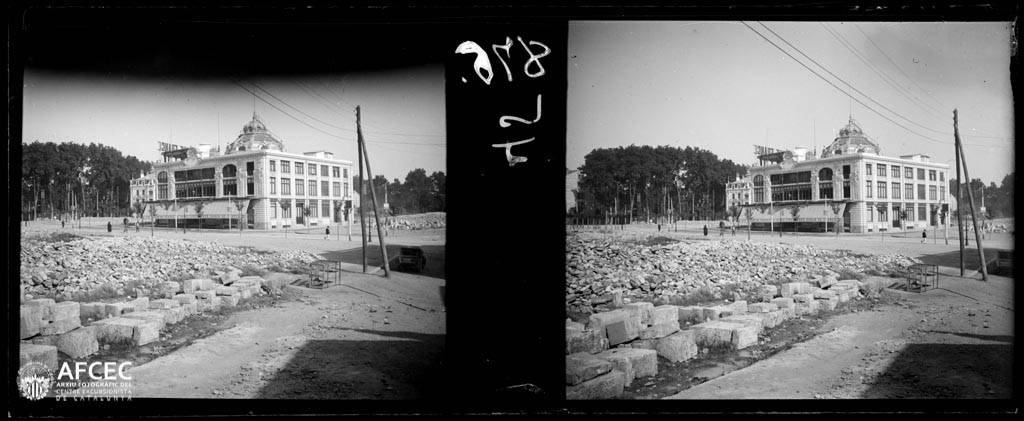
L'edifici amb la seva cúpula, en una plaça de Catalunya en construcció
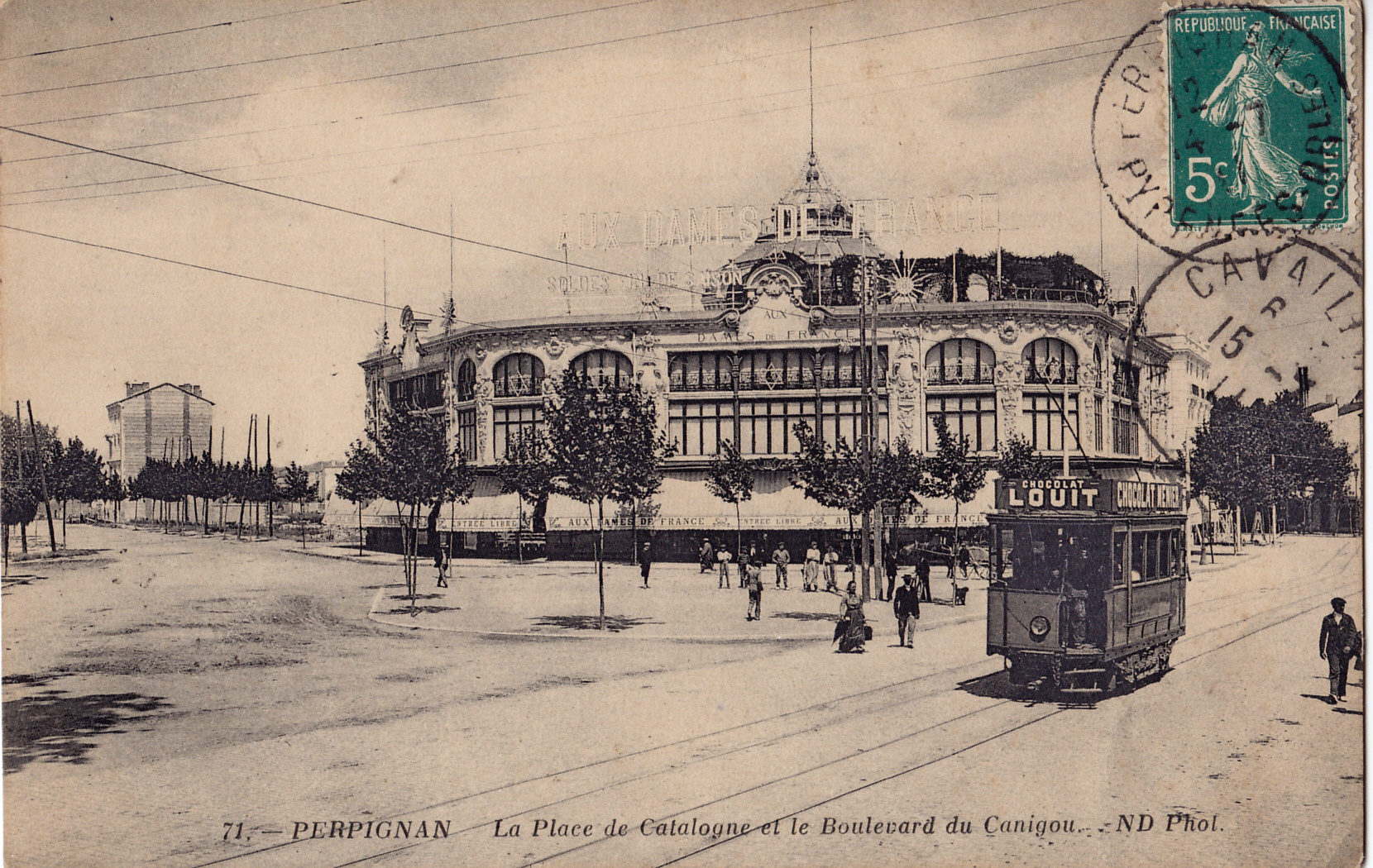
Més tard, amb el tramvia.

La vidriera fou destruïda l'any 1963
L'edifici és comprat per les Galeries Lafayette l'any 1987. El magatzem ho és l'any 1988. Les façanes i terrat de l'edifici són inscrites als monuments històrics l'any 1999. La Vila de Perpinyà adquireix l'immoble l'any 2000. L'any 2001, la Fnac accepta de llogar una part de l'edifici per a instal·lar-hi un dels seus magatzems per a una superfície de 2 000 m2 en tres nivells de l'edifici. L'obertura té lloc l'any 2004, amb botigues de sis altres cadenes i una banca, més petits: Nature et Découvertes, Geneviève Lethu, In. Oui, Contempora, Hédiard i la Caisse d'épargne
Entre 2004 i 2018, 1 500 m2 han estat comprats pel Crédit Agricole, la botiga Nature et Découvertes s'ha engrandit i Grand Optical hi ha instal·lat una botiga. A l'octubre del 2019, la Fnac es mudà a l'edifici de les Galeries Lafayette. L'edifici de les Dames de France és tornat a comprar al novembre 2021 per la municipalitat que considera d'instal·lar-hi una école 42.